# Desmos
Desmos（デスモス）はイエール大学で数学と物理学を専攻した Eli Luberoffによって設立されたグラフ計算機のオンラインアプリケーションおよび数学ソフトウェアである。Desmosは絆またはネクタイを意味するギリシャ語のδεσμόςギリシア語発音: [desmós]に由来している。

## 歴史
DesmosはEli Luberoffによってスタートアップとして設立され、2011年にTechCrunchのTechCrunchDisruptカンファレンスによって発表された。
2022年5月にDesmosはDesmos Studio PBC（主にコンピュータープログラムを制作する会社）とDesmos Classroom（主に教育カリキュラムを担当する会社）の2つの企業に分割して、AmplifyはDesmos Classroomとその公式ホームページを買収した。
2023年5月に、DesmosはリメイクされたGeometry Toolのベータ版をリリースした。

## 数学ツール

### グラフ計算機

#### グラフ計算機
グラフ計算機の機能が備わっており、関数の式をグラフ上にプロットする事が可能。グラフ計算機の機能に関する詳しい機能は後述する「グラフ計算機における主な機能」を参照。
3D計算機

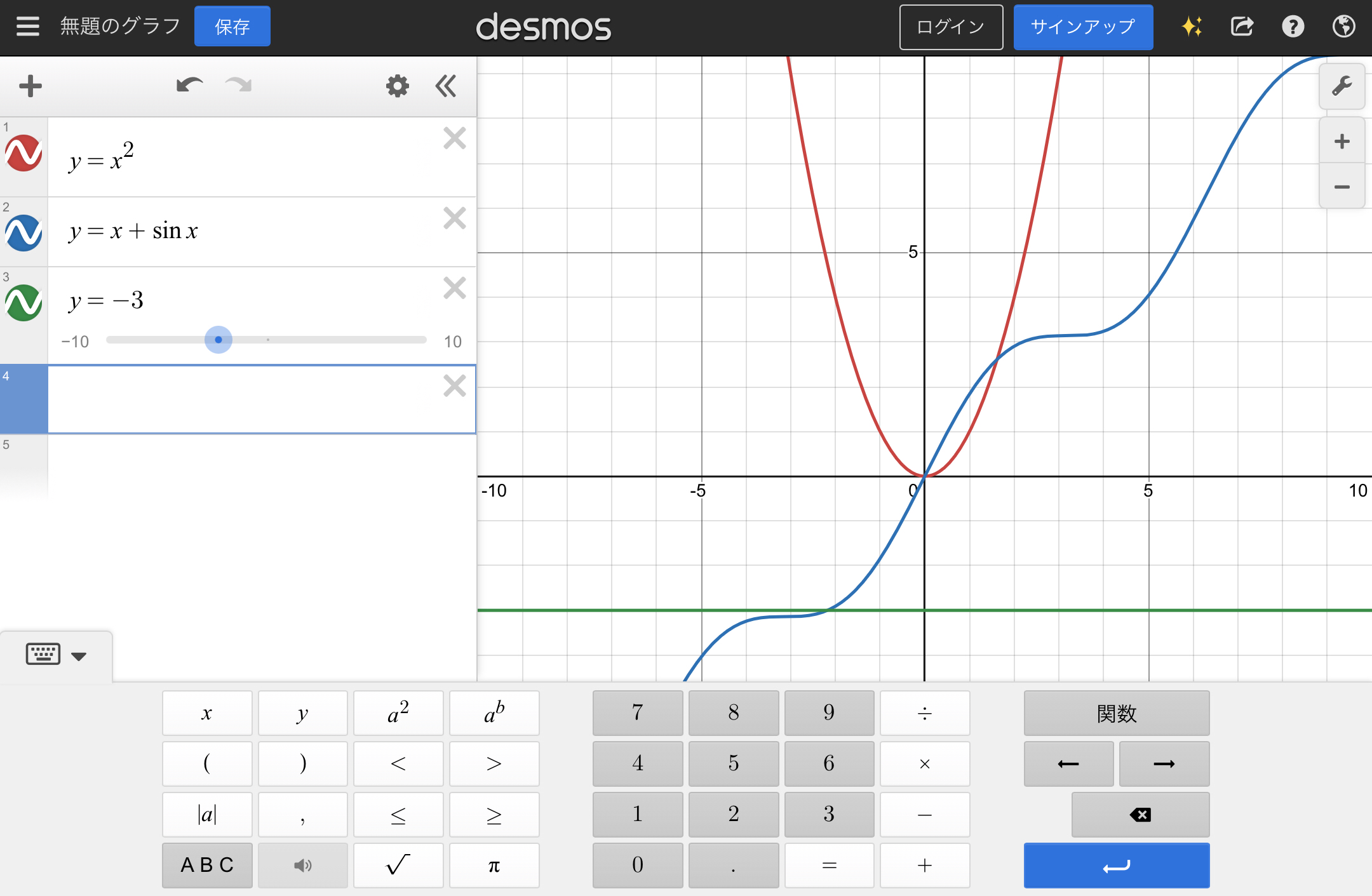
Desmosのグラフ計算機

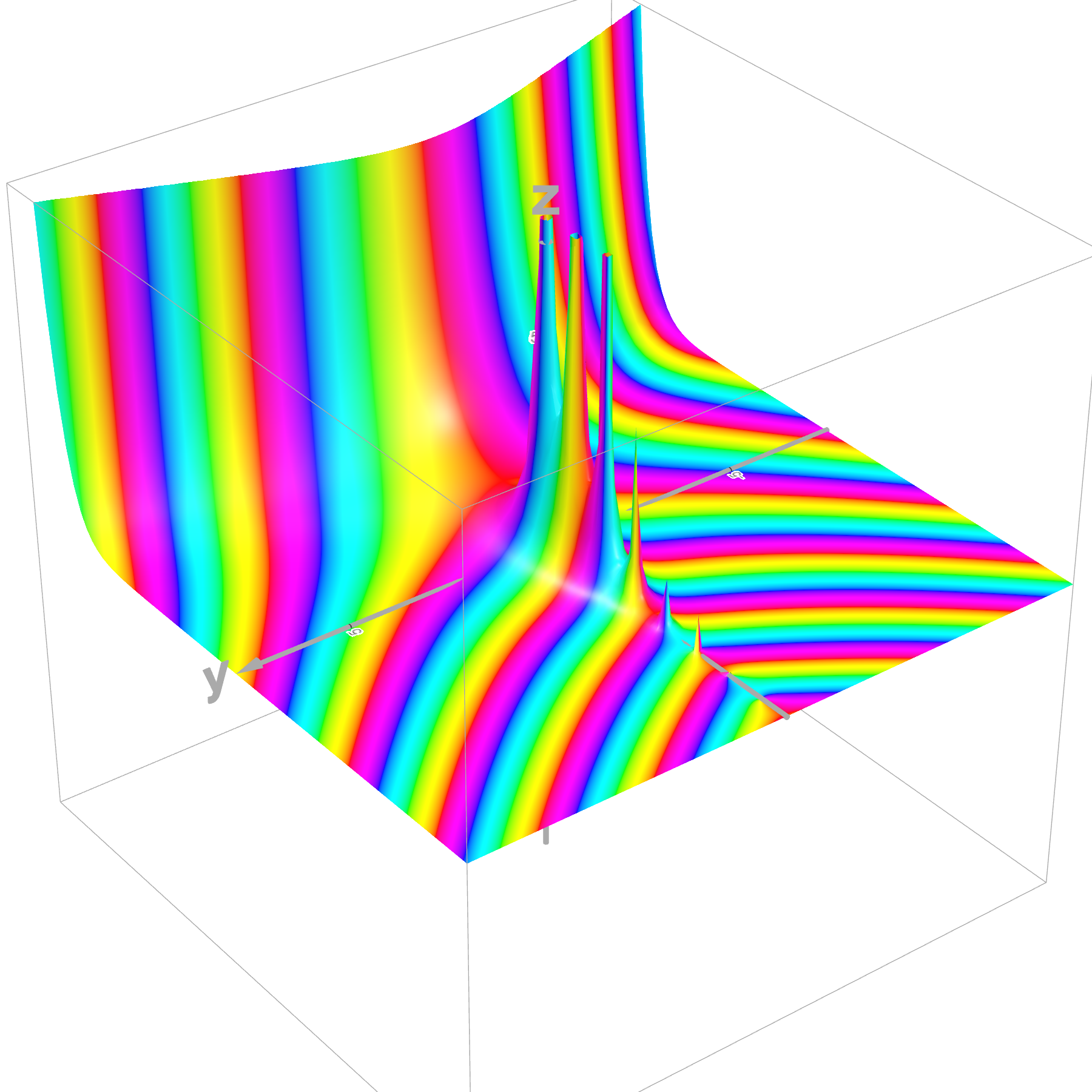
Desmosの3D計算機で作成した作品の一例

2023年9月に登場した数学ツール。前述のグラフ計算器は2次元平面上でのみ機能するのに対して、3D計算機は3次元のグラフ計算が備わる。

#### 幾何学ツール
初等幾何学における作図をする事が可能な機能のほか、グラフ計算機の機能なども備わる。

### 電卓

#### 四則演算電卓
通常の電卓の機能が備わっており、四則演算などの簡易な計算が可能である。

#### 関数電卓
関数電卓の機能が備わっており、四則演算電卓の機能に追加されて

#### 行列
行列計算ができる機能が備わっている。変数の計算は不可。

## グラフ計算機における主な機能
前述のグラフ計算機において使える主な機能の一覧

### 座標に関する機能

#### 極座標モード
極座標を利用することが可能なモード。極座標を表示させる事が可能で、rとθで書かれた式は極関数として扱われて極関数のグラフを使う事ができる。

#### 対数スケールモード
対数スケールの座標形式をx軸、y軸もしくは両方に適用が可能。対数スケールの座標を表示する。

#### 複素数モード

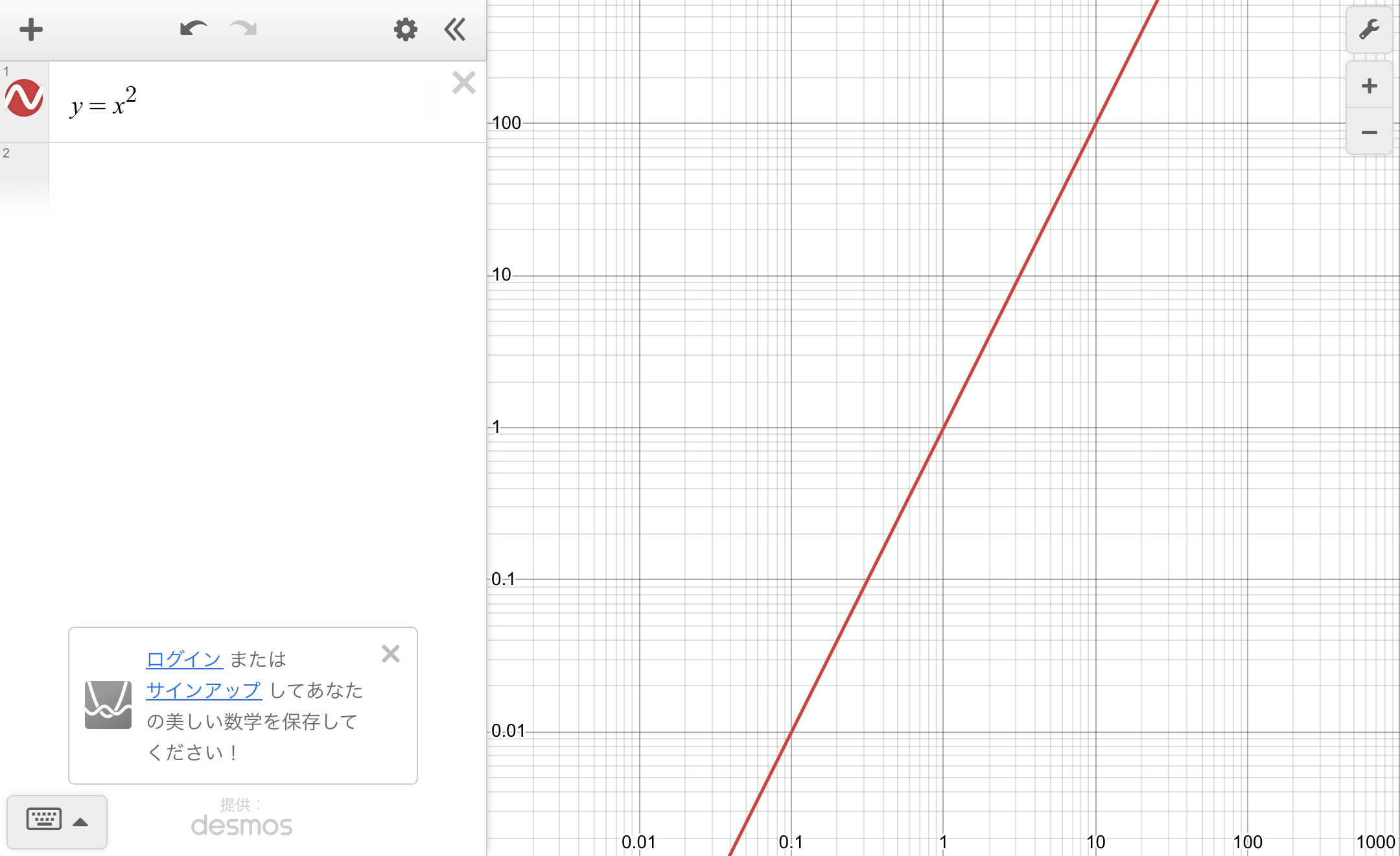
対数グラフモード

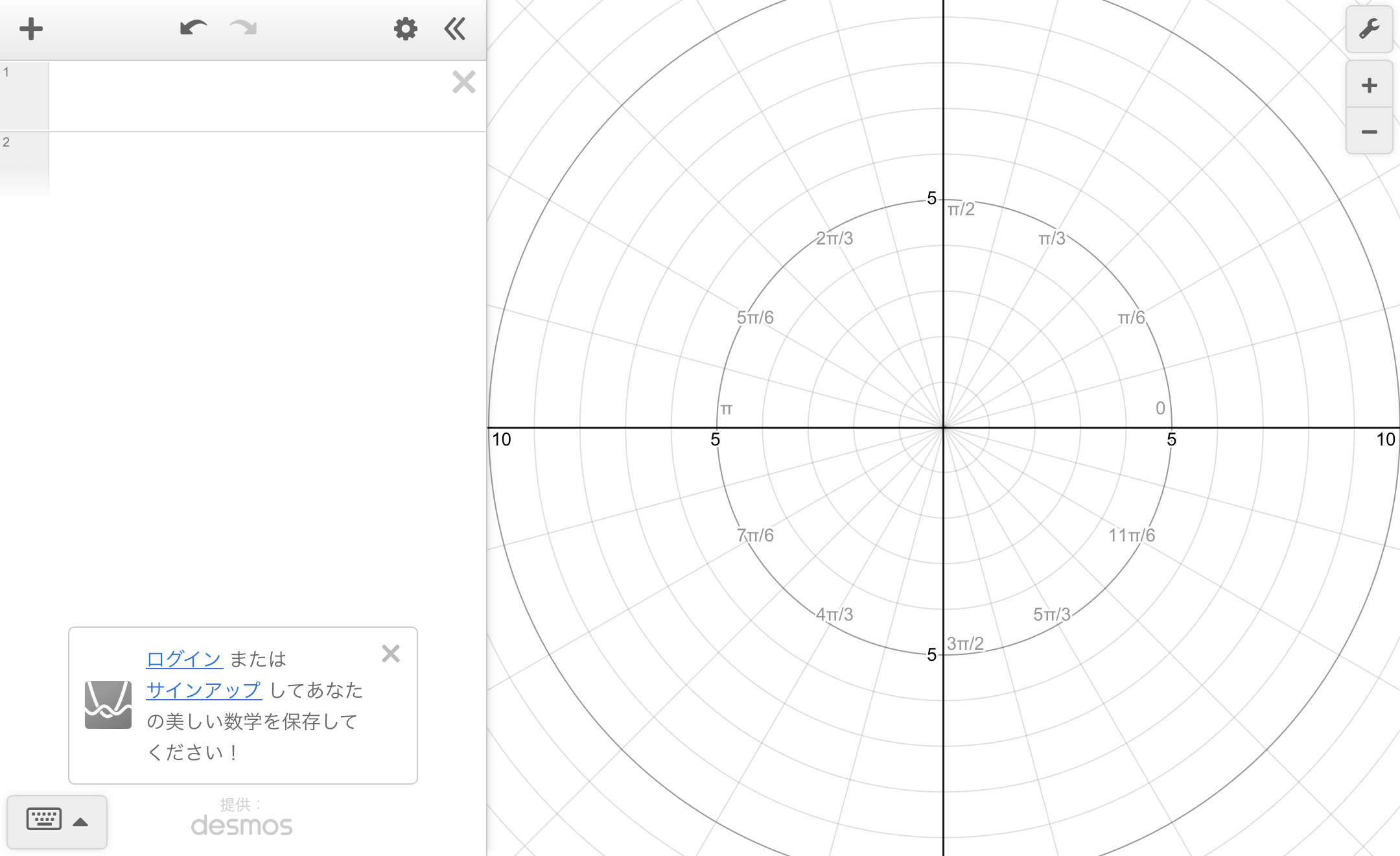
極座標モード

複素数を利用することが可能なモード。
.

### 不等式の範囲内の塗り潰し
通常、等号記号を用いるとグラフが表示されるほか、不等号を用いた不等式にすれば指定した範囲の中を塗り潰す事が可能となっている。また、イコールを含まない不等号は境界部分的が破線で表示される。

### 関数を使った機能
Desmosにはいくつかの独自な関数を持っており、多様な機能がある。

#### 多角形の表示
多角形の頂点を表す座標を入力して多角形を作る事ができる。
使い方としては頂点の座標が{\displaystyle (x1,y1)(x2,y2)\cdot \cdot \cdot \cdot (xn,yn)}のとき、
{\displaystyle polygon(x_{1},y_{1},x_{2},y_{2}\cdot \cdot \cdot \cdot ,x_{n},y_{n})}と入力して使う

#### 色の作成
Desmosでは初めにグラフで使うことのできる色は6色しかないので、このままでは繊細で自由な色を使うことができません。そこでrgbやhsvの関数を使えばより多彩な色の表現をすることが可能になる。
使い方としてはrgb関数の場合、コンピュータで使われる数値表示と同様に{\displaystyle rgb(Red,Blue,green)\quad (Red,Blue,Green)\leq 255}と入力して使う。

## 国際数学アートコンテスト
グラフ計算機を利用して前述の「グラフ計算機における主な機能」を活用して関数グラフを駆使したアート作品（＝関数アート）のコンテストで13歳以上の人であれば誰でも参加が可能。年齢別ごとに20人ずつ受賞作品が選ばれ、賞品は賞金250ドルと、Desmos限定グッズが贈られる。また、受賞者の作品はウェブサイトとDesmos Studioのソーシャルメディアチャネルにて公開される。